# 가나안복민회
가나안복민회는 기독교정신에 입각한 농촌·사회지도자를 양성하여 농촌과 사회발전에 기여하려는 목적으로 1973년 9월 13일 설립허가된 대한민국 농림축산식품부 소관의 재단법인이다. 사무실은 강원특별자치도 원주시 신림면 용암리 274에 있다.